# Stamnodes ululata
Stamnodes ululata là một loài bướm đêm trong họ Geometridae.